# Tifoseria del Siracusa Calcio 1924
(Francesco Ficili ultrà aretuseo, monito alla curva durante una partita del Siracusa)

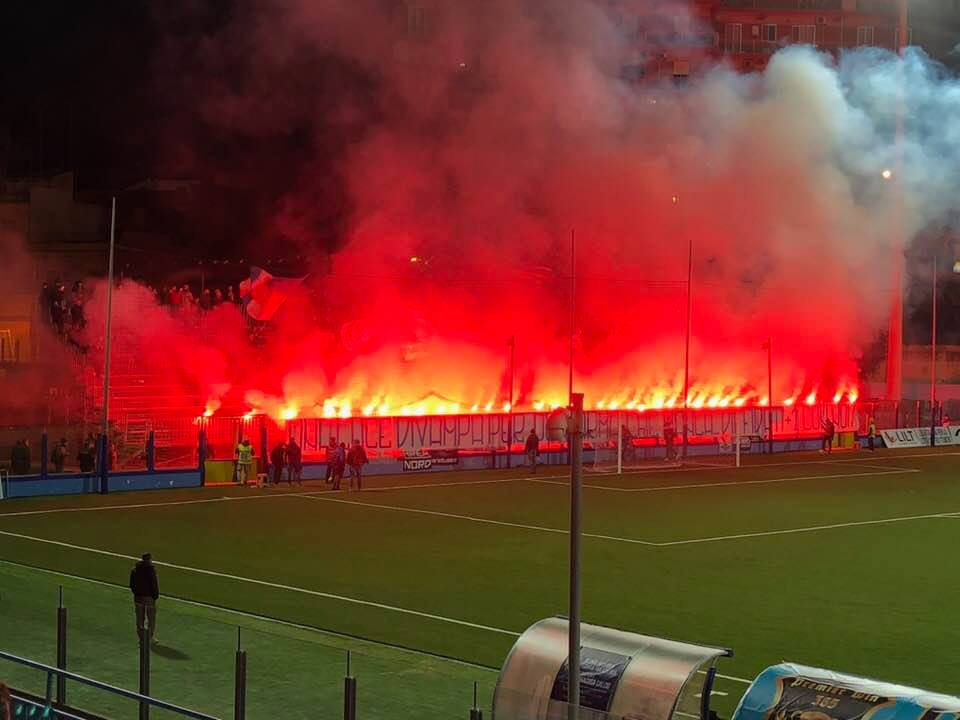
Fumogenata della Curva Anna

Questa voce raccoglie informazioni sulla tifoseria dell'Associazione Sportiva Dilettantistica Siracusa.

## Composizione demografica
Il Siracusa viene classificato, considerando il numero per partecipazioni a campionati professionistici, la quarta squadra di calcio esistente nel panorama isolano dopo Palermo, Catania e Messina. Inoltre gli aretusei sono stati il primo club siciliano ad aggiudicarsi un trofeo nazionale, quale la Coppa Italia Semiprofessionisti nel 1979. Successivamente il Palermo e il Catania sono riusciti a eguagliare questo primato vincendo la medesima coppa nel 1993 e nel 2024.
Per quel che concerne la distribuzione geografica dei tifosi della squadra aretusea, essi sono perlopiù concentrati a Siracusa, nelle sue frazioni e in alcuni comuni (in particolare nella vicinissima Floridia, dove tra l'altro vivono molti siracusani) della ex provincia oggi libero consorzio comunale di cui era ed è ancora capoluogo, mentre in passato era esteso alla limitrofa ex provincia di Ragusa che prima di diventare tale faceva parte della provincia di Siracusa (si narra anche di modicani che specie nel periodo settennale, dal 1946 al 1953, del Siracusa in serie B venivano a tifare per i leoncelli, oltre ad abitanti dei comuni dirimpettai alla provincia aretusea, Ispica -vedi sotto- e Pozzallo, dove ancora oggi ci sono dei simpatizzanti e tifosi azzurri), e tra le comunità siracusane in Italia, in particolare nelle regioni del nord, e all'estero, in particolare in Svizzera, Francia, Belgio, Germania, Inghilterra, Canada, negli Stati Uniti, in Argentina (dove vive una folta comunità italo-argentina di nascita e di discendenza siracusana) e in Australia.
Nella stagione calcistica 1986-1987, l'industria petrolifera IP lanciò il concorso Squadra del cuore, del quale si parlava ogni settimana alla Domenica sportiva su Rai 1, con Sandro Ciotti e Maria Teresa Ruta. Il Siracusa, con 16.888 preferenze, si classificò al sessantacinquesimo posto fra tutte le squadre italiane.

## Tifoseria organizzata

### Dagli albori allaGioventù Sudista

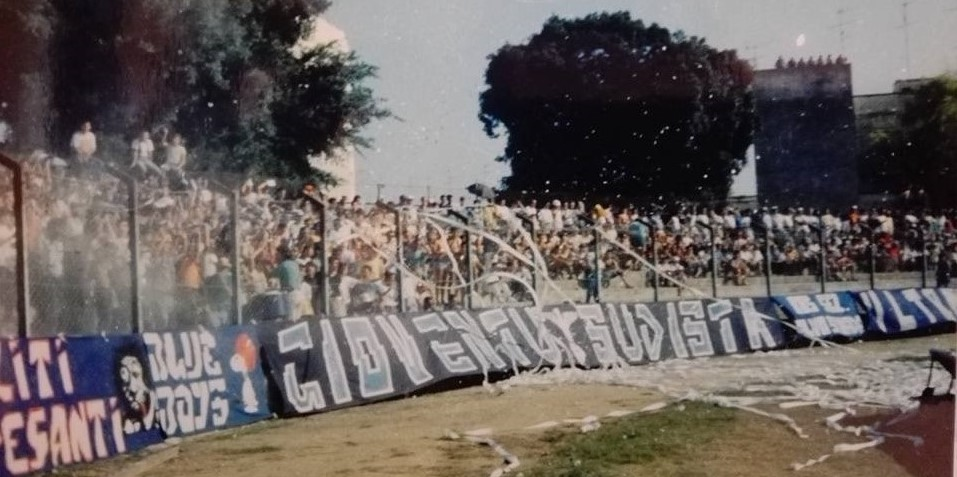
La Gioventù Sudista durante la stagione 1988-1989

Sebbene i primi tentativi di creare gruppi organizzati con striscioni, bandiere e tamburi risalgono ai primi anni settanta, quando il Siracusa figurava in Serie D (la quale all'epoca era quarta serie e quindi la Serie C2 ante-litteram) con un seguito molto numeroso in casa (si arrivò a picchi di novemila-diecimila presenze) e in trasferta (sono rimaste nella storia le trasferte degli spareggi per la promozione in Serie C al Celeste di Messina e al Collana di Napoli, entrambe organizzate in nave e in treno speciale a cui parteciparono rispettivamente ottomila e oltre duemila aretusei), è dal 1974 che sorgono in gradinata le forme primordiali di tifo azzurro, che nel 1976 diventa un pò più organizzato (anche se all'epoca lo spontaneismo aveva la meglio sull'organizzazione) con il club il Leoncello che organizza il tifo in casa e talvolta in trasferta, prediligendo il pullman come mezzo di trasporto, supportato da vari giovani tifosi che impostano sempre spontaneamente il tifo, ma l'esplosione di questo fenomeno avviene nella stagione 1978-79 con la formazione dei primi gruppi a dichiararsi e a essere ultras nella città aretusea: Ultras Azzurri, Brigate Azzurre, Boys Ortigia, Ortigia Azzurra, Nuclei Azzurri, Potere Azzurro, Figli di Archimede, Siracusa Superstar e Ultras via Bainsizza. Proprio nel 1978-79 i tifosi e i pioneri ultras siracusani diedero il meglio di sé: in casa si arrivò a punte massime di undicimila spettatori nella partita-promozione contro la Casertana e nella vittoriosa finale di Coppa Italia Semiprofessionisti contro la Biellese; e in trasferta con i duemila di Messina e i 1.500 allo stadio Italia di Sorrento. Qualche mese dopo, precisamente il 25 novembre 1979, in occasione del derby contro il Catania giocato al Comunale da poco ridenominato stadio Nicola De Simone, è stato eguagliato il record dei dodicimila di Siracusa-Bari del 31 ottobre 1976 rimasto immutato fino a oggi, così com'è rimasto immutato il record di abbonamenti dei tifosi aretusei, i quali nell'estate 1980 sottoscrissero oltre duemila abbonamenti per il campionato di serie C1 1980-81 iniziato con la grande ambizione del presidente Giancarlo Parretti di riportare il Siracusa in serie B, ma terminato invece con la retrocessione in serie C2, segnando l'inizio della lunga depressione calcistica che porta gradualmente molti vecchi tifosi e ultras a defilarsi, e formando così uno spartiacque che ha visto l'avvicendamento delle vecchie generazioni con le nuove del tifo azzurro.
Nel dicembre 1979 nascono anch'essi in gradinata i Blue Boys Supporters, i quali espongono per la prima volta il loro striscione proprio durante la stagione 1980-81 precisamente in Siracusa-Giulianova giocata sul campo neutro dell'Angelino Nobile di Lentini, si contraddistinguono per uno stile di tifo sudamericano, e poco tempo dopo si trasferiscono prima temporaneamente e poi definitivamente nella attigua curva sud dove nel corso degli anni 80 e 90 vengono affiancati dallo zoccolo duro della vecchia guardia, rimasto al seguito e a sostegno della squadra, nonché dalla sezione di Sortino e da varie fazioni, tra queste si mettono in maggiore evidenza la Gioventù Sudista nata nel 1984 e che diversamente dai Blue Boys e dai veterani predilige il tifo all'inglese, e i South Landers nati da tre ex componenti della Gioventù in seguito a una scissione, ed apparsi in curva sud il 24 aprile 1987 in occasione di Siracusa-Juve Stabia. Entrambi i gruppi hanno preso piede velocemente e quasi contemporaneamente, in particolare i South Landers che da lì a poco aumentano numericamente e vengono supportati da alcune sezioni cittadine oltre che dai South Rasta. Altre articolazioni e altri gruppi minori che hanno esposto il proprio striscione o stendardo e prodotto materiale dagli anni 80 ai 2000 sono: Hooligans, Ultras Ghetto, Drunks, Fronte d'Azione (non un gruppo ma uno striscione dei BBS), Vecchio Cuore Azzurro, Vecchia Guardia Aretusea, Gruppo Storico, Fossa dei Leoni, Aliti Pesanti, Eno Gang, Repnoil Group, Collettivo, Fissati, Blue Warriors, Gruppo Obelix, Gli Ultrà del '79 (striscione che rappresentava i veterani dei Blue Boys), USR Augusta (sezione BBS nel comune megarese), Brigata Palano (nato anch'esso come sezione Blue Boys dell'omonimo complesso di palazzine popolari nel quartiere Tiche, poi resosi gruppo vero e proprio), Brigata Cadregari, Crazy South, South Lions, Guasta Feste, Fused Brains, Irriducibili Aretusei, Krips, Kamikaos, Sirakaos, Regime Aretuseo, Fedayn, Angeli della sud (provenienti da Floridia), USR Priolo, USR sez. Mazzarona, USR sez. Ortigia, Ortigia Sbessa, Old South (striscione realizzato nel 1997 dai fondatori dei South Landers in occasione del decennale del gruppo), Nun Ci Semu Cà Testa, Quelli della bravo, Nuove Leve 2003, The Cousins, Crazy Lions, North Side, Ultras Alfeo, Augusta sempre con te, Siracusa Casual Firm, Bravi Ragazzi. In questo spazio temporale si sviluppano il Club Nicola De Simone, moderato come il precedente club il Leoncello ma altrettanto attivo nel tifo in casa (in gradinata) e nelle trasferte, e il Club Fedelissimi Azzurri amici bar del ponte; inoltre gli ultras azzurri si fanno conoscere anche nella pallamano andando altresì al seguito dell'Ortigia pluri campione d'Italia in quegli anni, tra cui nella finale play-off scudetto del campionato di Serie A1 1986-87 vinta contro il Trieste a Vasto. 

Esposizione in Curva Sud striscioni rubati ai catanesi (Etna ti Amo) e ai giarresi (Gioventù)

La Gioventù Sudista, costola del Fronte della Gioventù (il movimento politico giovanile del Movimento Sociale Italiano - Destra Nazionale), può essere considerata, al di là della matrice politica, una delle principali organizzazioni del tifo ultras siracusano. Il gruppo è rimasto attivo fino all'estate del 1992, quando dopo aver ricevuto una pioggia di diffide conseguenti agli incidenti di Siracusa-Catania e a un mutato clima in curva lo hanno stroncato (emblematici furono i tre tagli intimidatori apportati allo striscione principale del gruppo).

### Blue BoyseSouth Landers

La Curva Sud stagione 1993-1994

Nel 1991-1992 si registrano tre passaggi rilevanti: il primo, lo scioglimento della Gioventù Sudista, causato dall'ondata repressiva, dal mancato ricambio generazionale, e dall'ormai impossibile convivenza con gli altri gruppi organizzati della curva sud; il secondo, il tentativo di riunificare ciò che restava della curva dietro la denominazione Unione Aretusea, durato pochissimo; il terzo, la decisione di ridare linfa ai Blue Boys Supporters che si spostano al centro e si affermano come gruppo portante della sud, seguiti dai South Landers e dai gruppi minori, e da lì a qualche anno dalla sezione di Ortigia fino al 1999, anno in cui i BBS decidono di autosospendersi per motivi interni ma non di sciogliersi. Da lì agli anni seguenti, buona parte dei vecchi e nuovi ultras si identificano nello striscione Ultras Siracusa (il quale rappresentava non un vero e proprio gruppo ma l'espressione di una identità condivisa), ad eccezione dei SL che, mantenendo i propri striscioni, diventano il gruppo principale del tifo organizzato prendendone in mano le redini per circa un decennio, dopodiché lasciano il testimone ai nuovi gruppi sorti durante gli anni duemila, insieme ai quali hanno condiviso lo striscione unico Aretusei 734 a.C. dal 2004 al 2007.
Sempre dal 2004 questi gruppi, su tutti i Nun Ci Semu Cà Testa composti da ragazzi fuoriusciti dai South Landers e da cani sciolti, insieme a dei gruppetti quasi prevalentemente rionali (nati come sezioni dei South), prendono posto nella più giovane curva ovest intitolata curva Anna (in dedica ad Anna Limone, madre di Carmelo Rametta, tra i fondatori dei South Landers 1987 nonché storico leader del gruppo, considerata la mamma degli ultras). Prima di allora il tifo più caldo si è alternato tra gradinata e curva sud. Nella nuova curva, durante gli anni in serie D, il tifo è stato spesso numeroso e partecipato, specialmente nella stagione 2008-09 in cui gli azzurri conquistarono, con il primo posto nel proprio girone, la promozione in Lega Pro Seconda Divisione (ex Serie C2) dopo 14 anni di assenza dai professionisti, sostenuti da tanti siracusani dentro e fuori casa. Sempre in quella stagione i Blue Boys, riapparsi (anche se non ufficialmente e non al completo) in gradinata il 20 maggio 2007 in occasione dello spareggio contro il Savoia dopo il tentativo sfumato di tornare in attività nell'estate del 2003, presenziano per la prima volta nel nuovo settore (oltre che in trasferta) con il nuovo striscione 1979 (contenente il simbolo storico dell'uomo col dito puntato), tra l'altro nell'anno del trentennale del gruppo. Essa però finisce molto male per gli scontri, i cui motivi rimangono ancora oggi non chiari, causati da una parte di siracusani durante l'intervallo della finale di poule scudetto contro la Pro Vasto sul neutro del Quinto Ricci di Aprilia; per questo motivo la finale si giocò solo per un tempo per poi essere definitivamente sospesa con la vittoria a tavolino per 3-0 per gli abruzzesi (i quali stavano già vincendo 2-0). Questo portò, oltre a diversi daspo e all'allontanamento di altrettanti ultras e di alcuni gruppi (tra cui i BBS), anche alla squalifica del De Simone inizialmente fino al gennaio 2010 (poi ridotta al 6 dicembre 2009 quando si giocò Siracusa-Cisco Roma), con il Siracusa che ha disputato quasi metà campionato di Seconda Divisione in campo neutro e a porte chiuse.

Striscione sfottò nei confronti dei catanesi, stagione 1993-1994

### Nun Ci Semu Cà TestaeEsseerre
In questo periodo (primi anni 2010) la curva siracusana vive un periodo di assestamento dopo i fatti di Aprilia, e anche un periodo di lutto: il 15 aprile 2010 viene a mancare Lino Bellomia, vecchio ultras dei South. Gli stessi South Landers si sciolgono (anche se non ufficialmente) nell'estate 2010 principalmente per il rifiuto di sottoscrivere la tessera del tifoso resa obbligatoria dalla stagione 2010-11, che ha visto il Siracusa tornare (tramite ripescaggio) in Prima Divisione (ex serie C1). Per rilanciare la curva, nell'estate 2011 avviene la nuova riunificazione di tutti i gruppi rimasti nel nome Aretusei 734 a.C. Nel contempo, si affermano anche gruppetti e club non ultras e moderati come il Club Azzurro Nicola De Simone, nato dalla fusione tra lo storico e suddetto Club Nicola De Simone e il più giovane Club Azzurro nato durante gli anni difficili nei dilettanti, mantenendo la tradizionale posizione in gradinata del club De Simone; i Buddillisti sempre in gradinata; e i Veterani nati nel 2010 e posizionati in tribuna centrale, molto presenti in casa e in trasferta fino al 2012; mentre in gradinata si fanno rivedere alcuni ex componenti dei vecchi gruppi (soprattutto Blue Boys) insieme ad altrettanti ragazzi provenienti dalla curva che, sull'onda dell'entusiasmo per il campionato di vertice disputato dalla squadra in Prima Divisione (culminato nei play-off contro la Virtus Lanciano), provano a creare un tifo alternativo con striscioni prettamente di stampo britannico, casual e nazionalista come 17 giugno 1979 (la data della vittoria della Coppa Italia Semiprofessionisti), Alcoliche Bravate, For my city, for my club, Fantasmi del passato e Zona Balneare Fans.
Nei campionati dilettantistici di Terza Categoria (da cui è ripartito il nuovo Siracusa, fondato e gestito dalla curva Anna, dopo l'esclusione dalla Lega Pro nel luglio 2012), di Eccellenza e di Serie D, continuano a vedersi in casa e in trasferta gli striscioni Aretusei 734 aC, Siracusa Ultras e 17 giugno 1979, e nascono nuove fazioni quali Circolo Vizioso e Siracusane in curva, Gioventù Aretusea e Vecchio Orgoglio 1924 in gradinata.
Il 18 febbraio 2014 la tifoseria aretusea accusa un altro colpo, stavolta più duro, con la prematura perdita di Francesco Ciccio Ficili. Lo storico ultras, anch'egli appartenente ai South Landers, ha ricevuto gli omaggi da ogni parte d'Italia e persino dall'estero, precisamente da una parte della tifoseria del Paris Saint-Germain. Dopo la sua scomparsa, oltre a diversi striscioni, gli sono stati dedicati anche dei memorial sia a Scicli (il suo paese di origine) che a Siracusa. 

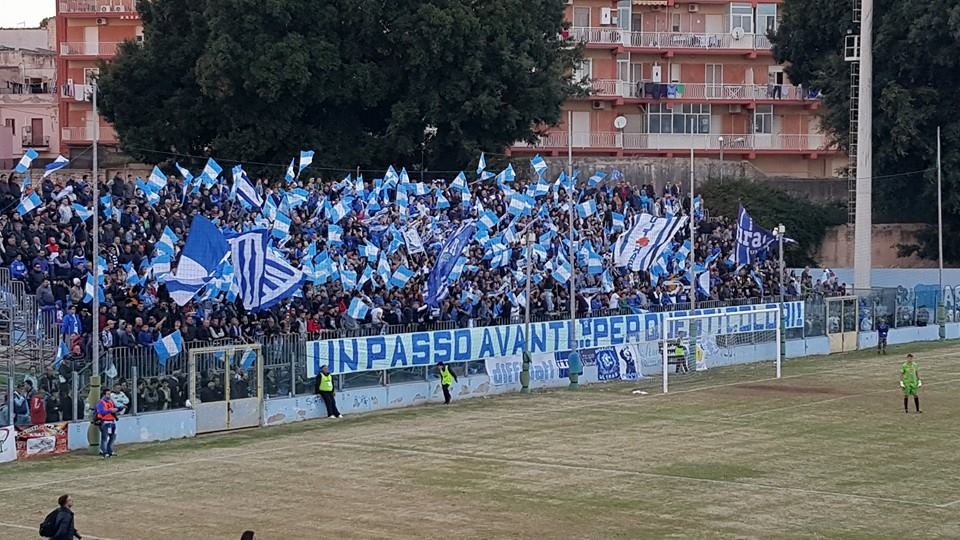
La curva Anna in Siracusa-Cavese del 06-12-2015

Nel 2016 alcuni dissidi all'interno della curva, portano a una scissione del tifo organizzato e al trasferimento in gradinata. Così la curva Anna viene gestita nuovamente dal gruppo Nun Ci Semu Cà Testa, seguita da gruppi minori come Area Nord, Tonnara 276, Sandro (in nome di un tifoso scomparso nei primi anni duemila), Brigata via Italia 103, Villaggio Miano, Vecchie Radici (alcuni ex South Landers rimasti in curva), Voce e Passione, e Aretusee. In gradinata ritornano i Sirakaos, alcuni BBS rimasti al seguito della squadra e identificati sempre con i piccoli striscioni tricolori 17 giugno 1979 e Alcoliche Bravate, insieme ad altri ex South Landers con lo striscione Vecchie Cattive Abitudini e alla Zona Balneare Fans, e oltre a loro vi si posizionano i gruppi provenienti della curva: l'emergente Esseerre coadiuvato dai Boys Ortigia, Circolo Vizioso, Without Rules, Via Algeri Ultras, Mai stati lucidi, Etilici SRegolati e Siracusane.
Nel 2017 alcuni gruppi annunciano la sottoscrizione alla tessera del tifoso. Così prima l'Area Nord (il 9 aprile 2017 segna la prima trasferta a Cosenza in cui alcuni esponenti di un gruppo organizzato della Curva Anna presenziano con tessera) e successivamente il Circolo Vizioso, precisando che a causa di idee divergenti con gli altri gruppi in merito alla Fans Card, si prenderà parte solo ed esclusivamente alle gare esterne del Siracusa, nel rispetto della posizione presa dal settore, con la quale si condividono i valori di amicizia, lealtà e rispetto.
Nell'ottobre 2017 vengono a mancare Lello Regina e Paolo Foti, storici ultras rispettivamente dei Blue Boys e dei South Landers. Nello stesso periodo, 
Il 18 gennaio 2018 attraverso un comunicato, i gruppi ultras della gradinata annunciano il proprio ritorno in curva, nella gara serale contro il Rende, in cui spiegano che, superate le incomprensioni passate, si ritorna tutti insieme a far crescere il movimento ultras aretuseo.
Ad agosto 2018, la Curva Anna spiega in un comunicato le nuove linee direttive, in perfetta sintonia con quelli della Curva Nord Lazio con cui tra l'altro ci sono amicizie personali da anni (in particolare con gli ex Irriducibili) e conseguentemente a ciò anche simpatie personali per la Lazio. Nello specifico, dalla stagione calcistica 2018-2019, il direttivo impone ai gruppi organizzati femminili presenti in curva, lo spostamento di qualche posizione non per demeriti ma per la nuova linea adottata, in quanto da sempre le prime file dei gradoni vengono occupate da chi vive la curva. Questa decisione comporterà lo scioglimento del gruppo ultras femminile Aretusee, nonché numerose critiche provenienti da più parti d'Italia, specialmente da altri gruppi femminili.
Nel 2019 con la mancata iscrizione al campionato professionistico, ed il contemporaneo ritorno alla presidenza da parte di Gaetano Cutrufo, la tifoseria organizzata (che nel frattempo ha avuto un passaggio generazionale all'interno della curva) entra in conflitto con la dirigenza, contestandogli il passaggio delle quote del 2018 all'ex presidente Giovanni Alì, ritenuto dalla tifoseria il principale colpevole della nuova radiazione e del nuovo fallimento del sodalizio azzurro. Difatti, dopo l'avvenuta iscrizione al campionato di Promozione, in città ed in provincia sono comparse numerose scritte contro la famiglia Cutrufo, invitandola a dimettersi. Per via di questa situazione, il Siracusa è stato sostenuto solamente in trasferta. Dal 2022, con il cambio di proprietà da Gaetano Cutrufo a Salvo Montagno (già presidente azzurro negli anni 90), la curva è tornata compatta a sostenere la squadra sia in casa che in trasferta, fino a raggiungere numeri importanti nella finale playoff del campionato di Eccellenza, che ha sancito la promozione in Serie D.
Il 17 luglio 2023 si spegne l'ex South Landers Carmelo Rametta. Al suo funerale ha ricevuto l'omaggio e il saluto dalla tifoseria aretusea e non solo, con la presenza di delegazioni di gemellati, amici e rivali.
Nella stagione 2023-24, la curva Anna (che è tornata a riempirsi come ai vecchi tempi, complice l'ottimo andamento della squadra azzurra) vede sempre in prima linea i Nun ci semu cà testa, supportati da vecchi e nuovi gruppi provenienti da diversi quartieri e da ex membri di gruppi sciolti, mentre in gradinata si rivede il club Azzurro Nicola De Simone, e si è recentemente formato il gruppo Siracusa siamo noi. Inoltre, anche nel lato sinistro della tribuna centrale si è sviluppata una forma di tifo più spontaneo che organizzato, con il gruppo 1924 Quelli di sempre.
Il 1º aprile 2024, la curva ha chiamato a raccolta la tifoseria e la città per festeggiare al De Simone il centenario del Siracusa, con tifo, fumogeni e fuochi d'artificio. Per l'occasione, sono stati riesposti anche gli storici striscioni dei Blue Boys e dei Sirakaos. Il 28 aprile, in occasione del derby casalingo contro l'Akragas, e pochi giorni dopo la data di nascita del gruppo South Landers (24 aprile 1987), è stato ricordato il suo fondatore Carmelo Rametta con una coreografia a quasi un anno dalla sua scomparsa, alla presenza degli stessi South e di una rappresentanza di supporters del PSG.
Nella stagione successiva, sempre grazie all'ottimo andamento della squadra che si trova al vertice del campionato, l'entusiasmo e le presenze in curva continuano a crescere, e si assiste al progressivo ritorno di vecchi ultras cresciuti in curva sud negli anni 80 e 90 con i vari gruppi dell'epoca, i quali oggi si ritrovano nel nuovo gruppo la vecchia Sud.

## I fatti di violenza su Moschella e Belluardo

### Salvatore Moschella
Il 30 gennaio 1994 accade un fatto gravissimo e tragico, che incrina ulteriormente i rapporti già tesi tra le tifoserie del Siracusa e del Messina. Nello specifico, il fatto vide coinvolti un giovane di Melilli, Salvatore Moschella di 22 anni (del tutto estraneo al mondo del tifo e ultras, anche perché non era nemmeno interessato al calcio), e alcuni ultras messinesi. Essi, di ritorno in treno dalla trasferta di Ragusa, sono stati accusati di infastidire alcuni passeggeri di un vagone, tra cui Moschella, e di aver scatenato in particolare su quest'ultimo un'efferata violenza. Il giovane, secondo la ricostruzione, dopo essersi inizialmente ribellato viene ripetutamente infastidito e picchiato per poi diventare vittima sacrificale di una vera e propria caccia all'uomo, che lo inducono a gettarsi dal finestrino in preda al panico tentando disperatamente la via della fuga mentre il treno rallentava nei pressi della stazione di Acireale. Il tragico gesto per sottrarsi alla violenza gli fu fatale, in quanto morì sul colpo. Da questa vicenda vengono arrestate cinque persone, due delle quali minorenni. Al funerale di Moschella, svoltosi nel febbraio 1994 nella vicina frazione di Belvedere, tra le duemila persone presenti hanno partecipato anche molti tifosi e ultras del Siracusa e del Catania. Da menzionare il comunicato stampa scritto e diffuso dagli ultras siracusani, per "stigmatizzare l'incredibile atto di barbara violenza" che ha visto come sfortunato protagonista il ventiduenne melillese, nonché "a prendere le distanze da chi si nasconde dietro le bandiere della squadra del cuore, qualunque essa sia, per seminare gratuitamente violenza e morte". A prendere le distanze dal gesto e dai cinque arrestati fu anche lo storico leader della Gioventù Giallorossa Messina.

### Ivan Belluardo
Il 17 settembre 2008 al termine della partita infrasettimanale di campionato giocata a Modica, all'uscita dallo stadio alcuni sostenitori azzurri sono stati accusati di aver aggredito l'allora diciottenne modicano Ivan Belluardo che, secondo la ricostruzione, fu uno dei protagonisti di un lancio di pietre contro le auto incolonnate della tifoseria siracusana. Il giovane, sempre secondo l'accusa, dopo essere stato raggiunto dai facinorosi fu vittima di una violenta aggressione con calci e pugni, che gli causò qualche giorno di coma e diversi giorni di degenza in ospedale. Da questa vicenda furono arrestate ben quattro persone, accusate di tentato omicidio.

## Abbonamenti
Di seguito la cronologia con il numero di abbonamenti sottoscritti dalla tifoseria aretusea che si sono susseguiti negli anni.
- 1980-1981 - Serie D:   2.200
- 2008-2009 - Serie D:   509
- 2009-2010 - Lega Pro Seconda Divisione:   557
- 2010-2011 - Lega Pro Prima Divisione:   772
- 2011-2012 - Lega Pro Prima Divisione:   1.056
- 2012-2013 - Terza Categoria:   nessuno
- 2013-2014 - Eccellenza:   12
- 2014-2015 - Eccellenza:   65
- 2015-2016 - Serie D:   821
- 2016-2017 - Lega Pro:   891
- 2017-2018 - Serie C:   798[56]
- 2018-2019 - Serie C:   649[57]
- 2019-2020 - Promozione:   nessuno
- 2020-2021 - Eccellenza:   nessuno
- 2021-2022 - Eccellenza:   45
- 2022-2023 - Eccellenza:   51
- 2023-2024 - Serie D:   1.086[58]
- 2024-2025 - Serie D:   1.350
- 2025-2026 - Serie C:   1.560 (in corso)

## Daspo
Di seguito la cronologia dei provvedimenti Daspo emessi nei confronti della tifoseria aretusea che si sono susseguiti negli anni.
- 2006-2007 - Serie D:   4
- 2008-2009 - Serie D:   18[59][60]
- 2011-2012 - Lega Pro:   1[61]
- 2014-2015 - Eccellenza:   3[62]
- 2015-2016 - Serie D:   15[63][64]
- 2016-2017 - Lega Pro:   14[65][66][67]
- 2017-2018 - Serie C:   6[68][69]
- 2018-2019 - Serie C:   4[70]
- 2019-2020 - Promozione:   6[71]
- 2021-2022 - Eccellenza:   12[72]
- 2022-2023 - Eccellenza:   6[73]
- 2023-2024 - Serie D:   35[74][75]

## Orientamento politico
La maggior parte della tifoseria organizzata siracusana è storicamente schierata su posizioni di destra e talvolta di estrema destra, anche se dai primi anni duemila prevale l'apoliticità decisa espressamente dal gruppo guida di allora, i South Landers, nonostante fossero anch'essi dichiaratamente destroidi dalla nascita. In passato, dalla metà degli anni ottanta all'inizio degli anni novanta, alcuni gruppi (soprattutto la Gioventù Sudista) hanno esposto simboli politici riconducibili al mondo del neofascismo (croci celtiche, aquile, asce bipenne e tricolori), in seguito sostituiti semplicemente da tricolori. Inoltre anche alcuni cori intonati durante le partite dalla curva e dalla gradinata hanno una chiara ispirazione politica.
I primissimi gruppi organizzati nati alla fine degli anni settanta (vedi sopra), in linea con quanto è avvenuto nello stesso periodo nella maggior parte dei gruppi e delle tifoserie italiane, erano invece di o affini alla sinistra, per lo più extraparlamentare, con nomi, simbologie e metodi presi a prestito da gruppi e movimenti che gravitavano in quell'area politica. Nel corso degli anni ottanta e novanta sono riapparsi, anche se per breve tempo, gruppi con nomi di ispirazione sinistroide come Collettivo e Fedayn, oltre a materiale con l'effige di Che Guevara, e da parte del gruppo South Rasta (attivo fino ai primi anni duemila) simboli non propriamente di sinistra ma di antirazzismo, nello specifico della cultura rastafariana, nonché del suo più illustre rappresentante Bob Marley. Alcuni di essi, continuano a esserci individualmente tra la curva e altri settori.

## Buoni e cattivi rapporti

### Gemellaggi
- Juve Stabia (dal 1979 al 2024 tra ultras)

Lo storico gemellaggio con la tifoseria della Juve Stabia nacque il 3 giugno 1979 a Castellammare di Stabia in occasione dei funerali di Nicola De Simone e della concomitante trasferta a Sorrento, per la quale si mossero ben 1.500 siracusani con 23 pullman (a cui si aggiunse quello degli stabiesi che da quel momento tifano anche per il Siracusa), ma fu ufficializzato soltanto nel 1984 dai gruppi ultras di ambo le parti. Da allora il tifo aretuseo e stabiese si è stretto e unito in SiraStabia nel ricordo del calciatore, consolidandovi il valore essenziale della fratellanza, tanto da renderlo uno dei più antichi gemellaggi in ambito nazionale. Con il tempo Sirastabia si è addirittura esteso alle due società e alle due città, tanto che il 21 dicembre 2020 è stato siglato il gemellaggio anche tra i due comuni. Non era mai successo nella storia ultras che un rapporto tra gruppi o tifoserie si allargasse ufficialmente all'ambito cittadino. Il 10 maggio 2024, dopo quarant'anni di solido gemellaggio, la curva Anna sancisce con un comunicato la chiusura di ogni tipo di rapporto di amicizia e fratellanza con la curva sud di Castellammare di Stabia. A esso è seguito il comunicato del club Azzurro Nicola De Simone che, tramite la sua pagina social, ha dichiarato che "continuerà il percorso intrapreso 40 anni fa, percorso indelebile tramandato alle varie generazioni, tracciato nel nome e in memoria del nostro amato Nicola". Lo stesso ha fatto l'omonimo club di Castellammare di Stabia il quale, sempre dalla propria pagina social, ha affermato che "il Club Juve Stabia Nicola De Simone, all'unanimità, certo di incarnare il sentimento della totalità dei tifosi stabiesi e seguitando al pensiero del club aretuseo ribadisce che la fratellanza, il legame, la stima e l'amicizia maturati in 40 anni di assoluto rispetto e condivisione, vissuti nell'obiettivo di rendere imperitura la memoria di Nicola de Simone, non finisce e non finirà mai".

### Amicizie
- Akragas (dal 1985)

Il rapporto di amicizia fra ultras aretusei e agrigentini è risalente agli anni ottanta. Per via dei fallimenti che hanno coinvolto direttamente nell'ultimo ventennio i due club, le due tifoserie si sono incontrate anche nei campi polverosi di Eccellenza e Serie D, anni in cui il rapporto di amicizia per forza di cose si è mantenuto più distante. Nelle stagioni 2016-2017 e 2017-2018, con la contemporanea presenza in Serie C delle due squadre, e con il ritrovato entusiasmo nelle rispettive piazze, le due tifoserie hanno potuto rinsaldare decisamente il rapporto di amicizia che li lega, il quale trova elementi in comune anche nella storia delle due città, entrambe importanti e fiorenti polis della Magna Grecia che in alcune occasioni, tra cui per esempio della battaglia di Imera del 480 a.C. contro i cartaginesi, sono state alleate.
- Catanzaro (dal 1990)

Buoni i rapporti con la tifoseria del Catanzaro (in primis con il gruppo madre e portante Ultras Catanzaro 1973), risalente ai primi anni novanta e con cui tutt'oggi, ogni qual volta le due squadre s'incontrano, viene rinnovato anche con incontri extra calcistici, inoltre in occasione della promozione in Serie C nell'anno 24/25 il gruppo ultras Catanzaro espone uno striscione in onore del Siracusa "Catanzaro festeggia con voi Avanti Aretusei" ciò dimostra ancora una volta quanto sia solida e duratura l'amicizia tra le due tifoserie.  .
- Megara Augusta (dal 1990)

Quasi mai le due squadre si sono affrontate (fatta eccezione per le stagioni 1944-45 e 1999-2000 quando entrambe militavano rispettivamente nel campionato siciliano e in Eccellenza siciliana), ma l'amicizia nasce dal fatto che durante la militanza del Siracusa in Serie C negli anni novanta, alcuni augustani facevano parte di un gruppo organizzato chiamato Ultras Siracusa Augusta, il quale era una sezione dei Blue Boys Supporters, presenziando costantemente in casa e in trasferta. La radiazione del 1995 causò la fine del gruppo, e con il trascorrere degli anni questa amicizia è andata scemando, ma indubbiamente ancora oggi la cittadina megarese (o perlomeno parte di essa, che nel frattempo si è sempre più avvicinata alla squadra e al tifo della vicina Catania) può considerarsi vicina ai colori azzurri. Tra gli anni duemila e duemiladieci, sono stati presenti in curva Anna dei ragazzi con lo stendardo Augusta sempre con te, e attualmente sempre in curva Anna ci sono degli ex BBS Augusta.
- Marsala (dal 1994)

L'amicizia e la stima reciproca con i tifosi e gli ultras lilibetani dura dagli anni novanta, ed è nata per alcuni aspetti in comune: innanzitutto il colore azzurro; la rivalità con gli ultras del Trapani; e il rapporto fraterno con la tifoseria palermitana: si ricorda in tal senso una trasferta dei siracusani al Provinciale di Trapani nel 1994-95 con la presenza di alcuni gruppi rosanero, uno dei quali aveva sede proprio a Marsala.
- Enna (dal 2001)

I buoni rapporti con la tifoseria ennese risalgono al 2001-02 (dopo che dieci anni prima ci furono scontri durante un derby non di calcio ma di pallamano tra l'Ortigia e l'Haenna al PalaLoBello), durante gli incontri delle rispettive squadre che allora militavano campionato di Eccellenza, dove si sono reincontrate nella stagione 2020-21 e 2022-23 nella doppia finale play-off, in cui si è consolidato il rispetto reciproco sia a Enna, dove i 500 supporters azzurri sono stati accolti bene, sia a Siracusa anche dopo la vittoria e la promozione in D del Siracusa con i tifosi e gli ultras azzurri che, scesi in campo per festeggiare, sono andati a salutare e ad applaudire sportivamente quelli gialloverdi (600 circa) sotto il loro settore. Le due tifoserie sono accomunate dalle rivalità con gli ultras del Licata e della Nissa.
- Vibonese (dal 2002)

Il rapporto di stima reciproca con la tifoseria calabrese è nata nei campionati dilettantistici, e le due tifoserie sono accomunate dalle amicizie con gli ultras del Catanzaro e della Reggina, nonché dalle rivalità con quelli del Catania e del Cosenza. Esso è stato consolidato il 10 dicembre 2023 in occasione del nuovo incontro tra le rispettive squadre, con un omaggio floreale da parte di una delegazione di ultras rossoblù al da poco scomparso Carmelo Rametta sotto la curva Anna.
- Castrovillari (dal 2009)

L'inimicizia e l'ostilità contro la tifoseria del Cosenza, ha indubbiamente influito a far sì che le due tifoserie si avvicinassero e stringessero ufficialmente l'amicizia nel 2009, in occasione della trasferta degli aretusei al Mimmo Rende di Castrovillari. Nella stagione 2015-2016, durante l'ultima gara di campionato disputatasi in quel di Rende in cui il Siracusa ottenne la promozione in Serie C, una ventina di ultras rossoneri presenziarono rinsaldando i rapporti di stima ed amicizia con quelli azzurri.
- Gela (dal 2009)

Nata nel 2009, le due tifoserie sono accomunate da alcune rivalità (su tutte quella con gli ultras dell'Acireale) e annualmente rinsaldano i rapporti di amicizia organizzando dei tornei di calcio, con la presenza di diverse tifoserie amiche. È inoltre interessante notare che anche tra le città di Siracusa e di Gela ci sono varie similitudini, in particolare di carattere storico (Gela, come Siracusa, fu una delle polis più importanti della Sicilia greca, talvolta alleata proprio con Siracusa) e socio-ambientale (i rispettivi territori sono inoltre interessati da due dei tre poli petrolchimici siciliani e quindi condividono le stesse problematiche), le quali alimentano questo legame.
- Noto (dal 2009)

Ormai ultradecennale l'amicizia tra gli aretusei e i cugini di Noto. Piacevole sorpresa nel panorama provinciale generalmente distaccato da Siracusa, con i netini si è invece creata fin da subito una simbiosi che ha portato a diverse visite reciproche dei maggiori rappresentanti delle rispettive tifoserie, simbiosi che risale all'epoca antecedente al fenomeno ultras, in quanto si narra di presenze e striscioni di netini sin dalla stagione 1970-71, soprattutto nel doppio spareggio promozione di Messina e di Napoli. Se da un lato si ricorda la presenza azzurra in diverse partite del Noto nei campionati di Promozione, Eccellenza e Serie D (tra cui nella finale play-off del 2010 contro il Soccer Trani al vecchio Comunale di Noto), stessa cosa si può dire in modo inverso per i granata molto presenti nella tifoseria azzurra sia in casa che in trasferta. Indimenticabile l'insolito derby, che mancava da 45 anni (precisamente dal campionato di Serie D 1970-71), disputato nella stagione 2015-2016 sempre in Serie D ma stavolta nel nuovo impianto sportivo della cittadina barocca, il Giovanni Palatucci (ora stadio Giuseppe Rizza) davanti a circa 3.500 spettatori di cui mille aretusei, i quali hanno rinsaldato l'amicizia.
- Virtus Ispica (dal 2018)

Recente l'amicizia, forte e costante, con il gruppo ultras organizzato di Ispica Ultras Spakkaforno di anch'essa recente formazione (2015). Nata dalle amicizie tra qualche ultras aretuseo e ispicese, nella stagione 2019-2020 le due realtà calcistiche si affrontano per la prima volta in assoluto nel campionato di Promozione dove gli azzurri caddero a causa della nuova radiazione avvenuta nell'estate 2019. Le due tifoserie sono inoltre vicine per la comune amicizia con i netini, nonché per le rivalità con gli ultras modicani e ragusani. Va sottolineato, comunque, che anche anticamente gli ispicesi, il cui comune è confinante con la ex provincia di Siracusa, sono stati vicini alla tifoseria aretusea e hanno sostenuto gli azzurri.

#### Amicizie internazionali
- Paris Saint-Germain (dal 2012)

Nel 2012, durante il campionato di Terza categoria del Siracusa, i sostenitori azzurri strinsero ufficialmente la prima amicizia internazionale con il Karsud Kop of Boulogne di Parigi, gruppo casual hooligan della curva Boulogne del Parco dei Principi, le cui radici affondano da rapporti personali di ambo le parti risalenti a qualche anno prima. Da allora, le due tifoserie rinsaldano periodicamente l'amicizia con visite reciproche.

### Ex gemellaggi e amicizie
- Reggina (dal 1987 al 1994)

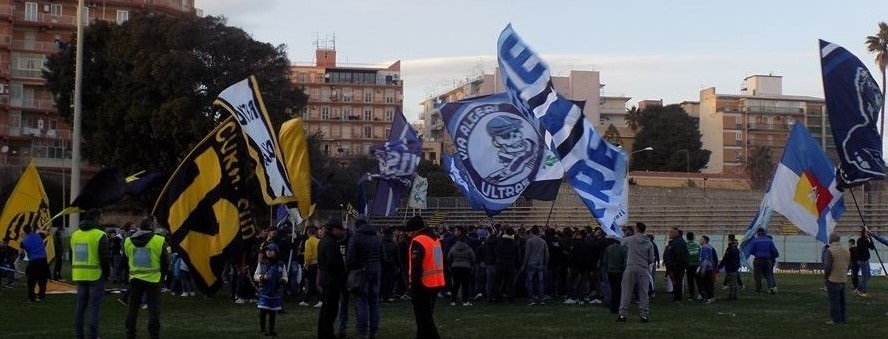
Siracusa & Juve Stabia, uno dei gemellaggi più antichi d'Italia.

Le due tifoserie sono state gemellate dalla fine degli anni ottanta alla metà degli anni novanta, precisamente fino al 1994-95 quando Siracusa e Reggina si contendevano il primato nel girone B di quel campionato. Anche dopo la rottura sancita il 4 dicembre 1994 a Siracusa, è stato comunque mantenuto il rispetto reciproco tra i South Landers (i quali si dissociarono, il 7 maggio seguente a Reggio Calabria, dalle schermaglie con i Blue Boys, che non vollero più il gemellaggio con gli amaranto) e i vecchi e nuovi ultras reggini. Esse avevano in comune il gemellaggio con i latinensi e i palermitani, l'amicizia con i salernitani e la rivalità con i messinesi.
- Palermo (dal 1987 al 2011)

Il rapporto tra siracusani e palermitani è stato sempre altalenante, nel senso che accomunati principalmente dall'odio per l'acerrimo nemico catanese, ogni qualvolta che le proprie squadre si sono incontrate ci sono stati sempre attimi di gioia e rispetto reciproco, ma per via della frequente diversità di categorie, le due tifoserie hanno avuto pochi incontri mettendo così a dura prova il gemellaggio che più volte ha subito incrinazioni e rotture anche per altri motivi. Si ricordano presenze palermitane quando gli aretusei si recavano nella parte occidentale della Sicilia, questi dal canto loro hanno ricambiato quando i rosanero andavano in Sicilia orientale, e soprattutto nel periodo quasi decennale del Palermo in massima serie. Il rapporto ha subito la rottura definitiva nel 2011 quando, prima dell'amichevole tra Siracusa e Catania con nutrita presenza palermitana, e durante gli incidenti con le forze dell'ordine che scortavano i pochissimi catanesi presenti (la trasferta fu limitata ai soli possessori di tessera del tifoso), alcuni rosanero vennero arrestati. Nel 2025 le parti si sono riavvicinate con visite reciproche, rinsaldando l’amicizia.
- Latina (dal 1987 al 2019)

Un altro gemellaggio attivo dagli anni 80 fino al 2019 era con la tifoseria del Latina, che veniva annualmente rinnovato con ripetute visite reciproche (una delle quali nel 2009 in occasione della sopraccitata finale di poule scudetto ad Aprilia, in provincia di Latina). Una delle ragioni del gemellaggio è stato sicuramente il fatto che da ambo le parti si professano gli stessi ideali politici di destra (talvolta estrema). Nell'annata 2012-2013, in cui i nerazzurri militavano in Prima Divisione (dove Siracusa e Latina si sono incontrati nella stagione precedente), mentre gli aretusei piombarono in Terza categoria, entrambe le tifoserie furono protagoniste di diverse visite nelle rispettive città per rinsaldare il proprio rapporto di fratellanza. Così se da un lato si ricorda la partita promozione dei pontini in Serie B con numerosa presenza dei siracusani, vengono ricordate più di una visita da parte dei laziali durante la stagione di Terza Categoria.
Nel 2019 un comunicato del gruppo Leone Alato di Latina sancisce la definitiva rottura tra le parti, dettate da distanze di vedute con l'attuale Siracusa Ultras (la quale ha successivamente e pubblicamente risposto con un altro comunicato), nonché dall'uscita di scena dei gruppi Esse Erre e Circolo Vizioso, quest'ultimo in particolare era quello più legato con i pontini.
- Juventus (dal 2007 al 2009)

Amicizia breve quella tra una parte della curva Anna (Nun ci semu cà testa in primis) con una parte della tifoseria juventina, specificatamente con i Drughi, caratterizzata da visite reciproche, una delle quali a Siracusa con alcuni Drughi presenti in curva Anna con i loro striscioni nell'ottobre 2008 in occasione di Siracusa-Vico Equense.

### Rispetto reciproco
Di seguito vengono elencate le tifoserie che, nel corso degli anni, insieme alla tifoseria azzurra, si sono contraddistinte per un comportamento di rispetto reciproco.
- Perugia (dal 1990)

Il rispetto reciproco con gli ultras perugini, in particolare con il gruppo Ingrifati 1987, risale al 1990 quando questi dimostrarono solidarietà e vicinanza alla popolazione siracusana da poco colpita (anche se in maniera lieve rispetto ai vicini comuni di Augusta e di Carlentini) dal terremoto del 13 dicembre 1990. Lo stesso fece la società del Perugia quasi venti giorni dopo l'evento sismico (precisamente il 30 dicembre 1990) quando le due squadre si incontrarono al Renato Curi, facendo inoltre dono alla società e alla squadra azzurra di alcune scatole di Baci Perugina, il prodotto tipico perugino per eccellenza. L'anno dopo (il 19 maggio 1991), quando il Perugia venne in trasferta a Siracusa, i pochissimi ultras biancorossi al seguito furono accolti calorosamente dai siracusani in segno di riconoscenza. Da lì a poco però, a causa dell'interruzione degli incontri tra i leoni e i grifoni e anche a causa del caso Siracusa-Perugia, i rapporti si sono raffreddati, ma mantenendo sempre il rispetto da ambo le parti, alimentato dalla ultradecennale amicizia degli Ingrifati con la Curva Sud Castellammare di Stabia.
- Salernitana (dal 1991)

L'amicizia con la tifoseria granata nasce nei primi anni novanta, ed è una derivazione del passato gemellaggio tra siracusani e reggini (gli ultras calabresi sono ancora gemellati con quelli campani). Affievolitasi nel corso degli anni, permane comunque il rispetto reciproco. 
| - Brindisi (dal 2009) - Barletta (dal 2009) - Taranto (dal 2010) | - Cremonese (dal 2011) - Giugliano (dal 2014) - Viterbese (dal 2016) - Lecce (dal 2017) |

### Rivalità
- Catania (dal 1949)

La rivalità storica e più sentita, con origini extra calcistiche ed extra sportive, è con la tifoseria del Catania, al punto da scatenare frequenti scontri ogni volta che le due squadre si affrontavano in occasione del derby. Fin dagli anni novanta gli scontri sono stati particolarmente violenti, e gli etnei che si recavano costantemente in terra aretusea, oltre al fatto di essere sempre numerosi, hanno causato ingenti danni a strutture o cose. I siracusani, invece, non sempre sono andati a Catania. Negli anni duemiladieci, al ritorno del derby dopo circa un ventennio e in terza serie, essi hanno creato numerosi attimi di tensione non solo con la tifoseria (a cui, dopo gli scontri dell'agosto 2016 sono state vietate le trasferte a Siracusa, lo stesso è valso per i siracusani) ma anche con la squadra del Calcio Catania: si ricorda in particolare un faccia a faccia fra alcuni rappresentanti del tifo e alcuni giocatori rossazzurri che nel pre-partita aizzavano gli animi sbeffeggiando i pochi tifosi siracusani arrivati, a cui si aggiunse l'allora direttore generale del Catania Pietro Lo Monaco, che poi si giustificò dicendo che era stata la curva siracusana ad agitarsi per prima. Nella stessa occasione ci fu, a partita in corso, il lancio di un accendino verso il portiere rossazzurro Pisseri (che comunque non venne colpito) provocando un'interruzione di gioco di circa 10 minuti, e accendendo ulteriormente il tifo azzurro avendo il portiere catanese finto di essere stato colpito. Inoltre, se da un lato i tifosi aretusei hanno sottratto nei primi anni novanta alcuni striscioni ai rossazzurri, cioè lo storico Etna ti amo che i catanesi (specificatamente l'anch'esso storico gruppo Falange d'Assalto) portavano con sé sin dai tempi della serie A negli anni ottanta, I ragazzi di San Berillo nuovo e Indians, acuendo così l'inimicizia che in quel periodo arrivò all'apice, viceversa ne sono stati sottratti altrettanti agli aretusei (nello specifico al gruppo South Landers, e sempre nei primi anni novanta), gli ultimi due (il vecchio striscione da trasferta dei South e Fede Ultras) in ordine di tempo durante una partita contro il Paternò giocata in campo neutro al Cibali nel 2000. La rivalità è altresì sfociata in altri sport come la pallanuoto, in cui si disputa l'anch'esso sentito derby Ortigia-Nuoto Catania.
- Trapani (dal 1970)

La rivalità con i trapanesi nasce negli anni settanta e si infittisce negli anni ottanta-novanta. Tra le due tifoserie non corre buon sangue soprattutto per via dei rapporti fraterni o amichevoli incrociati maturati in seguito tra siracusani e palermitani (quest'ultimi acerrimi nemici dei trapanesi), da cui è nata l'ulteriore amicizia tra siracusani e marsalesi (quello tra Marsala e Trapani è definito il derby della ex provincia di Trapani, e quindi il più sentito), e tra trapanesi e catanesi (quest'ultimi acerrimi nemici dei siracusani). I due club hanno avuto modo di incontrarsi dai campionati professionistici di Serie C alle categorie dilettantistiche. Si ricordano frequenti sassaiole sia in terra aretusea che in terra trapanese, nonché alcuni striscioni sottratti dagli ultras azzurri a quelli granata, fatta eccezione per uno che non apparteneva a un gruppo ultras bensì a un club di tifosi. Ultimamente la rivalità si è estesa anche sulla società e sulla squadra granata, visto che le due squadre si sono contese il primato nel proprio girone del campionato di Serie D 2023-24, così come avvenne nel 2011-12 quando entrambe giocavano in Prima Divisione.
- Messina (dal 1983)

Non da poco la rivalità in essere con la tifoseria messinese. È nata nel 1983 dopo una breve amicizia e in occasione di un derby al De Simone con violenti scontri da ambo le parti, in cui fu anche sottratto (e bruciato all'istante come da usanza ultras dell'epoca) dai siracusani lo striscione Alè Messina, esposto da vecchia data dai peloritani, i quali nove anni dopo persero, sempre in una trasferta al De Simone, l'anch'esso storico striscione del più longevo tra i gruppi giallorossi, i Fedelissimi 1973, che fu esposto dai siracusani la domenica seguente in trasferta a Reggio Calabria davanti agli allora gemellati ultras della Reggina, acerrimi rivali di quelli del Messina, che nel derby di ritorno al Celeste (il 7 marzo 1993) tolsero agli aretusei un drappo dei South Landers. Tuttavia, i già pessimi rapporti tra siracusani e messinesi si inaspriscono nel 1994 in occasione della tragica morte di Salvatore Moschella.
- Nissa (dal 1984)

Anche con la tifoseria di Caltanissetta, i siracusani possono ritenere di essere indubbiamente classificati tra i più odiati. Nata e acutizzatasi negli anni ottanta, con la contemporanea presenza dei due club in Serie C2 anche per motivi politici (lo storico gruppo ultras nisseno, le Brigate Ultrà Nissa 1978, era di sinistra, e si impossessò all'esterno dello stadio Palmintelli dello striscione da trasferta del Fronte d'Azione, di evidente matrice destroide), aretusei e nisseni hanno avuto l'occasione di potersi confrontare anche nelle categorie dilettantistiche, a cominciare dal campionato di Eccellenza 2001-2002 in cui entrambe le tifoserie si sono reincontrate dopo quasi un ventennio, e in cui si ricordano scintille e tentativi di scontri sia a Siracusa che a Caltanissetta, e nella stagione 2008-2009 nel derby di andata giocatosi al Marco Tomaselli il 13 dicembre, giorno della festa della patrona di Siracusa Santa Lucia e terminato 4-1 per la Nissa, i tifosi di casa esposero uno striscione a loro dire goliardico all'indirizzo della santa siracusana, scatenando nei giorni successivi non poche polemiche e non poca indignazione da parte dei siracusani.
- Giarre (dal 1986)

Gli aretusei possono ritenersi la tifoseria più odiata dai gialloblù. Difatti nel corso dei campionati professionistici prima (anni ottanta-novanta), e dilettantistici dopo, gli scontri sono stati sempre particolarmente violenti. Si ricorda nei primi anni novanta il furto da parte di alcuni sostenitori azzurri dello striscione giarrese Gioventù, più volte mostrato in curva.
- Leonzio (dal 1988)

I derby della provincia con la squadra e la tifoseria bianconera, sono da sempre molto tesi. Questo perché Lentini è da sempre più vicina al territorio catanese che a quello siracusano per distanza geografica e culturale, fattore che ha influenzato anche l'ambito calcistico e ultras con l'amicizia ottenuta nei primi anni in terza serie dai tifosi della Leonzio proprio con la tifoseria del Catania. Se negli anni novanta, con la contemporanea presenza nei campionati dilettantistici delle due squadre gli scontri erano piuttosto frequenti e violenti, con il passare del tempo questa rivalità seppur sia sentita (più dai lentinesi che dagli aretusei) non ha prodotto schermaglie di rilievo. Da segnalare, durante un derby giocato all'Angelino Nobile a fine anni novanta, un diverbio a distanza dai rispettivi settori occupati tra l'allora capo ultras lentinese e quello siracusano.
- Licata (dal 1990)

Rapporti tesi fin dagli inizi degli anni novanta fra le due tifoserie, nonostante la comune e forte avversione nei confronti dei catanesi. A fare da apripista a questa inimicizia, è stata senza dubbio la storica amicizia dei siracusani con gli ultras dell'Akragas (acerrimi nemici dei licatesi) e di contro l'amicizia dei licatesi con quelli della Nissa e del Trapani, entrambi rivali storici dei siracusani. Gli ultimi tafferugli che si ricordano avvennero nel 2006 durante una gara valevole per il campionato di Serie D giocata sul neutro del Giovanni Bruccoleri di Favara dove le due tifoserie, inizialmente e reciprocamente distese (si veniva da una parentesi di rispetto maturata nel 2001-2002, quando il Siracusa e il Licata si reincontrarono in Eccellenza dieci anni dopo gli ultimi derby in serie C1, con tafferugli all'esterno del De Simone, con le allora nuove generazioni del tifo azzurro e gialloblù che si rispettarono reciprocamente), entrarono in contatto dopo alcune scaramucce verbali verificatesi nel pre-partita.
- Acireale (dal 1991)

Le due tifoserie inizialmente amiche, legate dall'amicizia con i palermitani e dalla rivalità con i catanesi, durante gli anni novanta subiscono un'inversione di rotta nata da alcune incomprensioni che hanno portato alla frattura e ad una rivalità abbastanza forte. Si ricordano provocazioni degli aretusei nella stagione 2014-2015, quando ci fu il divieto di trasferta e si recarono ugualmente ad Acireale appendendo uno striscione contro i rivali granata all'esterno dello stadio Tupparello. Il 4 ottobre 2023, la tifoseria acese è tornata in trasferta a Siracusa dopo trent'anni esatti dall'ultima volta, ingaggiando nel post partita scontri con i siracusani in più zone della città. Conseguentemente a ciò, sono scattate molte denunce e altrettanti daspo (65 in tutto) che hanno colpito entrambe le tifoserie.
- Atletico Catania (dal 1994)

Rivalità di minore intensità, ma pur sempre rivalità, è con l'altra tifoseria catanese dell'Atletico Catania, che nel 1994 sostituì in terza serie il Catania ripartito dai dilettanti. Nel 1994-95 l'Atletico e il Siracusa hanno disputato tra campionato e Coppa Italia di Serie C quattro derby dei vulcani anch'essi accesi ma comunque non paragonabili a quelli con il Catania, anche perché questa realtà calcistica etnea non aveva ancora il forte seguito che poi ci fu nei successivi anni in C1. Le due tifoserie mai entrate in contatto, non hanno avuto modo di potersi incontrare con costanza negli anni.
- Avellino (dal 1995)

Dissapori anche con la tifoseria avellinese, che hanno avuto origine nel giugno 1995 nello spareggio promozione di Serie C1. In quell'occasione, sul neutro del Granillo di Reggio Calabria, numerosi incidenti prima, durante e dopo contraddistinsero il match, anche a causa della presenza nel settore degli avellinesi (più numerosi rispetto agli aretusei) di alcuni ultras messinesi storicamente gemellati con gli irpini. Recentemente, le due tifoserie hanno avuto modo di rinverdire questa inimicizia con delle scaramucce avvenute agli imbarcaderi dei traghetti a Messina.
- Vittoria (dal 1996)

Con la tifoseria vittoriese c'è inimicizia dal 1996-97, quando le rispettive squadre si contendevano il primato nel proprio girone di Eccellenza siciliana. L'ostilità è cresciuta per lo stesso motivo nel 2002-03 quando il Siracusa e il Vittoria si sono ritrovate in serie D e nel decisivo spareggio promozione al De Simone, vinto 2-1 dagli azzurri ma inutilmente perché a vincere triangolare play-off fu il Vittoria per migliore differenza reti, valevole così il ripescaggio in C2 dei biancorossi. A parte i tentativi di tafferugli (tra cui prima, durante e dopo lo spareggio del 2003), si ricorda nel 2014 in quel di Vittoria il tentativo di furto di un drappo da parte di uno steward locale, il quale non riuscì nell'intento solo per il tempestivo intervento di alcuni ultras siracusani che, una volta entrati in campo e recuperato il drappo, aggredirono lo stesso steward. Tuttavia gli ultras vittoriesi si sono dissociati pubblicamente da tale azione, considerandola estranea alle dinamiche e ai valori ultras.
- Modica (dal 1999)

Con la tifoseria organizzata modicana i rapporti sono tesi dalla fine degli anni novanta e del XX secolo. Tra gli episodi più violenti, sicuramente l'aggressione al giovane Ivan Belluardo.
Il 17 settembre 2008 al termine della trasferta di Modica, alcuni sostenitori azzurri all'uscita dallo stadio e lungo la strada del ritorno, aggredirono all'epoca dei fatti il diciottenne modicano Ivan Belluardo, che secondo la ricostruzione, fu uno dei protagonisti di un lancio di pietre contro le auto incolonnate della tifoseria del Siracusa. Il giovane, dopo essere stato raggiunto dai facinorosi, fu vittima di una violenta aggressione con calci e pugni, che gli causò qualche giorno di coma e diversi giorni di degenza in ospedale. Da questa vicenda furono arrestate ben quattro persone, accusate di tentato omicidio.
Nel 2018, durante una gara valevole per il campionato di Promozione (categoria di appartenenza del Modica) disputata a Siracusa, alcuni ultras siracusani, venuti a conoscenza della presenza di alcuni sostenitori rossoblù, fecero un'imboscata a quest'ultimi, con volti coperti da caschi e passamontagna, aggredendoli con bastoni, mazze, calci e pugni. Altri incidenti l'anno successivo, nel campionato di Promozione, annata in cui gli aretusei ripartirono dopo il fallimento. Durante la gara di andata a Modica, le due tifoserie entrarono in contatto con violente sassaiole, che causarono diverse diffide da ambo le parti.
- Paternò (dal 1999)

Con gli etnei (tifoseria molto vicina al Catania, e non solo per i colori sociali), la rivalità nasce e si accentua negli anni novanta, periodo in cui i due club militavano nello stesso campionato di Eccellenza talvolta contendendosi il primato (come nella stagione 1999-2000). Si ricordano alcuni tafferugli ma di lieve entità. Ultimo precedente da annotare, nel campionato di Eccellenza 2014-2015 durante una partita disputata fra i due club a Siracusa, alcuni sostenitori aretusei fecero un agguato ad un veicolo paternese diretto verso lo stadio, con ingenti danni subiti da quest'ultimo.
- Ragusa (dal 2002)

Fra siracusani e ragusani c'è stata amicizia fino ai primi anni duemila. Oltre a ciò, si narra di ragusani che seguivano e tifavano il Siracusa sin dai tempi della serie B, scelta dettata non solo da motivi calcistici ma anche da motivi geografici e storici, visto che Siracusa e Ragusa rientrano entrambe nell'area del sud-est siciliano e degli Iblei, e fino al 1927 sono appartenute alla stessa provincia e ancora prima alla medesima circoscrizione del Val di Noto. Per questo il tifo azzurro non si limitava solo a Ragusa, ma più generalmente al comprensorio e al territorio ragusano. Anche con lo sviluppo della sottocultura ultras, ci sono stati ragusani che, negli anni 80 e 90, frequentavano la curva sud del De Simone. Inoltre, il Siracusa e i suoi tifosi sono stati spesso ospitati allo stadio Selvaggio quando si è giocato in campo neutro. Nel 2002, questa amicizia si è trasformata in rivalità dopo uno spareggio contro il Licata disputato al Selvaggio in cui gli ultras ragusani presenziarono al fianco di quelli licatesi, con cui all'epoca erano gemellati. Per via di incomprensioni e specialmente per i rapporti storicamente poco idilliaci tra aretusei e licatesi, da lì in poi nacque la rivalità, sfociata un paio di mesi dopo con degli scontri in occasione di una amichevole estiva al De Simone. Attualmente, a causa dell'assenza prolungata di derby degli Iblei e del ricambio generazionale in entrambe le tifoserie, la rivalità si è molto raffreddata. 
- Cosenza (dal 2003)

Nonostante i numerosi confronti tra i due club tra serie B e C fino alla metà degli anni ottanta, i dissidi tra le due tifoserie nascono durante gli anni duemila e durante i campionati di Serie D per motivi di contrapposizione ideologica. Dopo una breve parentesi di rispetto reciproco per la solidarietà aretusea espressa in uno striscione in occasione dello spareggio del 2006 a Siracusa vietato ai cosentini (gesto che è stato molto apprezzato da questi ultimi), i rapporti tornano ostili e peggiorano nel 2008 sempre per i motivi di cui sopra, quando all'esterno della curva sud del San Vito gli aretusei, che capitarono lì per sbaglio ma in un clima inizialmente accogliente e cordiale (i calabresi, sempre per riconoscenza dopo quanto avvenuto due anni prima, regalarono ai siracusani la propria storica fanzine Tam tam e segnali di fumo), da lì a poco si scontrarono con i rossoblù a causa della presenza tra gli aretusei di alcuni tricolori, simbolo per eccellenza del nazionalismo italiano (molto spesso di destra o di estrema destra) fortemente avversato dai cosentini da sempre antifascisti e internazionalisti.
- Paganese (dal 2005)

I rapporti tesi nascono nella metà degli anni duemila, precisamente nel 2005 quando durante la gara di ritorno dei play-off promozione disputato allo stadio Marcello Torre di Pagani, la tifoseria locale si rese protagonista di diversi comportamenti violenti nei confronti della squadra siciliana a fine intimidatorio, nonché per ridurne il rendimento sul campo. Per la cronaca, dopo aver gettato dell'acido negli spogliatoi ospiti, e dopo aver lanciato dei petardi all'indirizzo di alcuni calciatori, ben due tesserati non poterono entrare in campo per le conseguenze causate. La gara, disputata pro-forma e vinta dai padroni di casa 4-2, gli fu poi data persa per questi motivi, perdendo anche la qualificazione alla finale play-off. Da quel momento in poi, ogni qual volta le due tifoserie si sono affrontate, permane un astio reciproco acuito dalla suddetta fratellanza degli aretusei con gli stabiesi, con cui i paganesi hanno una delle rivalità più forti nel panorama ultras campano.
- Savoia (dal 2006)

La rivalità con gli oplontini nasce esattamente il 1º novembre 2006, quando durante una partita tra il Siracusa ed il Savoia giocata al De Simone, nel settore ospiti comparse uno striscione degli ultras dell'Acireale (gemellati da anni con quelli del Savoia) scatenando la reazione rabbiosa degli aretusei e quindi degli incidenti durante e dopo la partita che provocarono il successivo daspo di alcuni ultras azzurri. Da lì a poco, questo rapporto è sfociato in altri incidenti, avvenuti durante degli incontri agli imbarchi dei traghetti di Villa San Giovanni e di Messina, in cui ci sono state sottrazioni di stendardi e di materiale ultras da ambo le parti. Inoltre questa rivalità ha portato alla rottura dell'anch'esso storico gemellaggio tra stabiesi (gemellati e dalla parte dei siracusani) e torresi.
- Virtus Francavilla (dal 2016)

La rivalità con gli ultras della Virtus Francavilla nasce nel 2016. Durante una gara della poule-scudetto di Serie D, giocata al Giovanni Paolo II di Francavilla Fontana, alcuni sostenitori aretusei al termine della partita entrarono in campo pare per chiedere le maglie ai propri giocatori, ciò non fu preso bene dalla tifoseria di casa che ne approfittò per entrare fin da subito in contatto con quella ospite. Fuori dallo stadio una vera e propria caccia all'uomo rese il clima ancor più infuocato. Da quel momento in poi è pur vero dire che, nei successivi incontri disputati a Siracusa, la tifoseria pugliese è sempre stata assente.
- Casertana (dal 2018)

La rivalità con i casertani è la più recente ed è nata nel 2018 dopo la brusca rottura della loro amicizia con la tifoseria stabiese.

### Rivalità minori
Di seguito vengono elencate le rivalità di minore o lieve intensità della tifoseria azzurra.
| - Palmese (dal 1979) - Turris (dal 1994) - Milazzo (dal 1998) | - Alcamo (dal 2001) - Sorrento (dal 2005) - Pro Vasto (dal 2009) - Pergocrema (dal 2011) - Piacenza (dal 2012) |